# Pseudoneureclipsis jaret
Pseudoneureclipsis jaret is een schietmot uit de familie Dipseudopsidae. De soort komt voor in het Australaziatisch gebied.